# Jeangu Macrooy
Jeangu Macrooy (Paramaribo, 1993. november 6. –) suriname-i zenész, dalszerző és énekes. Ő fogja képviselni a rendező Hollandiát a 2021-es Eurovíziós Dalfesztiválon Rotterdamban.

## Magánélete
Macrooy Paramariboban született, csak később, 2014-ben költözött Hollandia fővárosába, Amszterdamba és azóta is ott él. Két év után a Paramaribo Zenei Konzervatóriumban, elhatározta, hogy tanulmányait Hollandiában folytatja zeneszerzőként, az ArtEZ Művészeti Egyetemen Enschedeben. Testvére, Xillan Macrooy, akivel 2011-ben létrehozták a Between Towers nevű együttest.

## Zenei karrierje
Egyetemi évei alatt megismerkedett Pieter Perquinnel, akinek a kiadójánál (Unexpected Records) rövid időn belül, 2015 decemberében, leszerződött.
Nem sokkal ezután, 2016 áprilisában megjelent első kislemeze Brave Enough címmel. Az album első dala (név szerint: Gold) az HBO csatorna reklámdalává vált a Trónok harca című televíziós sorozatnak.
Egy évvel később, 2017 áprilisában első albumát hozta nyilvánosságra High On You címmel. Az addigi két megjelenést követően Hollandia-szerte turnézott, valamint Belgiumban, Franciaországban és Németországban előénekesként is játszott koncertek előtt. Számos híres holland fesztiválon fellépett, köztük a North Sea Jazz-en Lowlands-en is. Ugyanebben az év végén visszatért Surinamebe, hogy a Paramariboban lévő zenekarával koncertet adjon szülőhazájában.
Az énekes második albuma 2019 februárjában jelent meg Horizon címmel.
2020. január 10-én a holland közszolgálati műsorszolgáltató, az AVROTROS bejelentette, hogy Macrooy képviseli a rendező országot a májusi Eurovíziós Dalfesztiválon. Mivel egy évvel korábban Hollandia nyerte a dalfesztivált, így automatikusan a döntőben versenyezett volna. Versenydala a Grow lett volna, de a koronavírus-járvány európai terjedése miatt a versenyt nem rendezték meg. 2021-ben újra lehetőséget kapott, hogy képviselje Hollandiát a versenyen. Ezúttal a Birth of a New Age című dalt adja elő a versenyen.
2022-ben ő hirdette ki a holland szakmai zsűri szavazatait az Eurovíziós Dalfesztiválon.